# Johann Kirnberger

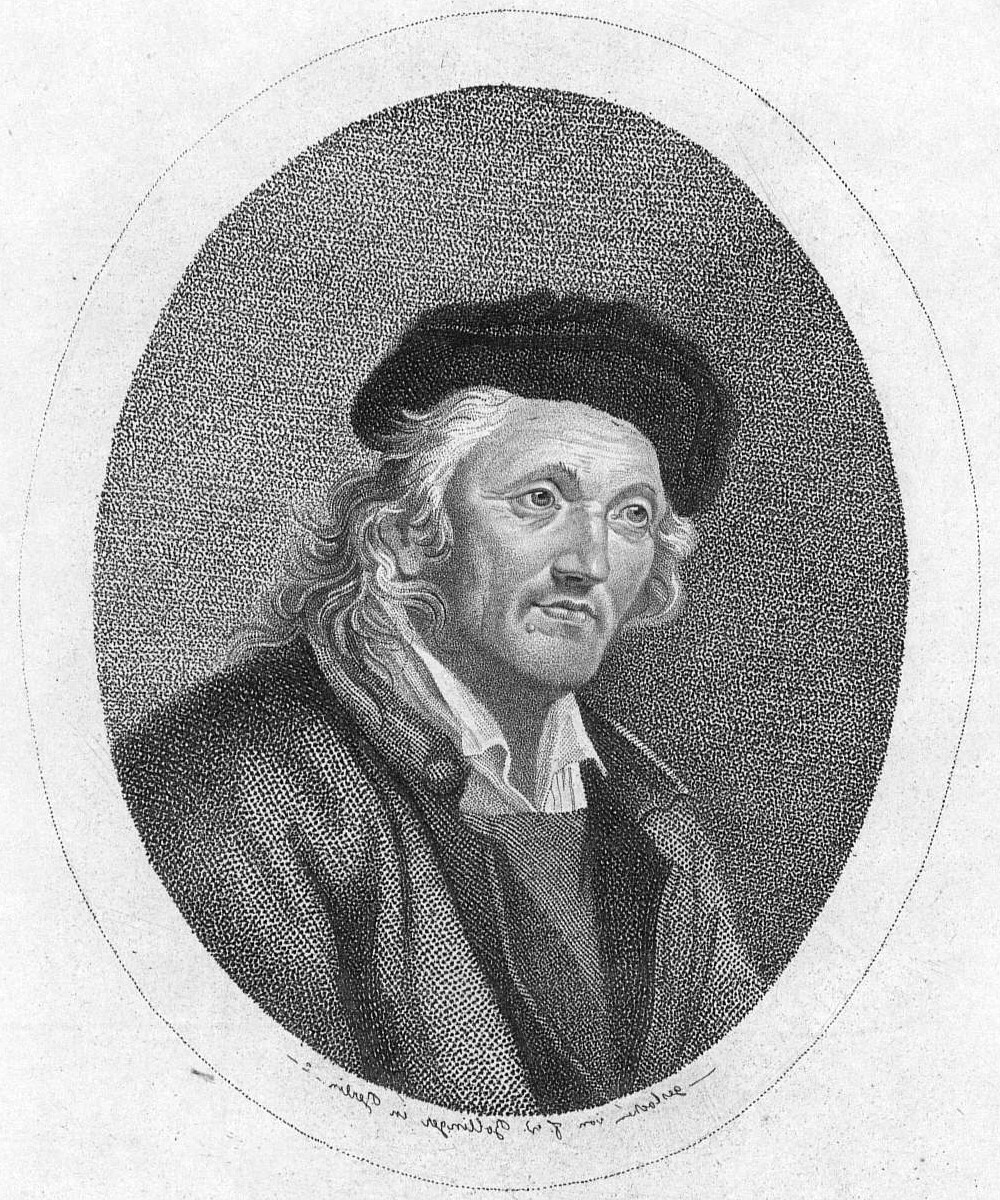
Johann Kirnberger

Johann Philipp Kirnberger (también Kernberg, 24 de abril de 1721, Saalfeld-27 de julio de 1783, Berlín) fue un músico, compositor (especialmente de fugas) y teórico de la música. Alumno de Johann Sebastian Bach, fue nombrado violinista en la corte de Federico II el Grande en 1751. Fue tutor de música de la princesa Anna Amalia de Prusia, desde 1758 hasta su muerte. Kirnberger admiraba mucho a J. S. Bach, y veló por asegurar la publicación de todos los arreglos corales del maestro. Estos aparecieron luego de la muerte de Kirnberger. Muchos de los autógrafos de Bach se conservaron en la biblioteca de Kirnberger. 
Se lo recuerda especialmente por su trabajo teórico Die Kunst des reinen Satzes in der Musik («El arte de la estricta composición en música», 1774-1779)
Los álbumes técnicos de buen temperado conocidos como «Kirnberger II» y «Kirnberger III» están asociados por su nombre (Temperamento Kirnberger) con una versión racional del temperamento igual. (Véase Schisma) 